# زرعون
تقع زرعون في قضاء المتن أحد أقضية محافظة جبل لبنان 
تبعد زرعون 30 كلم (18.642 مي) عن بيروت عاصمة لبنان. ترتفع 1030 م (3379.43 قدم - 1126.408 يارد) عن سطح البحر وتمتد على مساحة 116 هكتاراً (1.16 كلم²- 0.44776 مي²).
زرعون وسط أحراج الصنوبر والسنديان، تمتدّ قرية ساكنة على منحدر وادٍ ظليل بين جبلين، ما يجذبك لتنشـّق هوائها الرطب معظم أيام السنة، ويحثـّك على التمتع باعتدال مناخها على مرّ الفصول...
هي موطن أشجار الصنوبر والزيتون والتين والتوت ودوالي العنب، أرضها جنـّة للخضار والفاكهة، ومن أعماقها تتفجّر الينابيع حياةً فتروي حقولها وظمأ أهاليها...